# Forêt enchantée

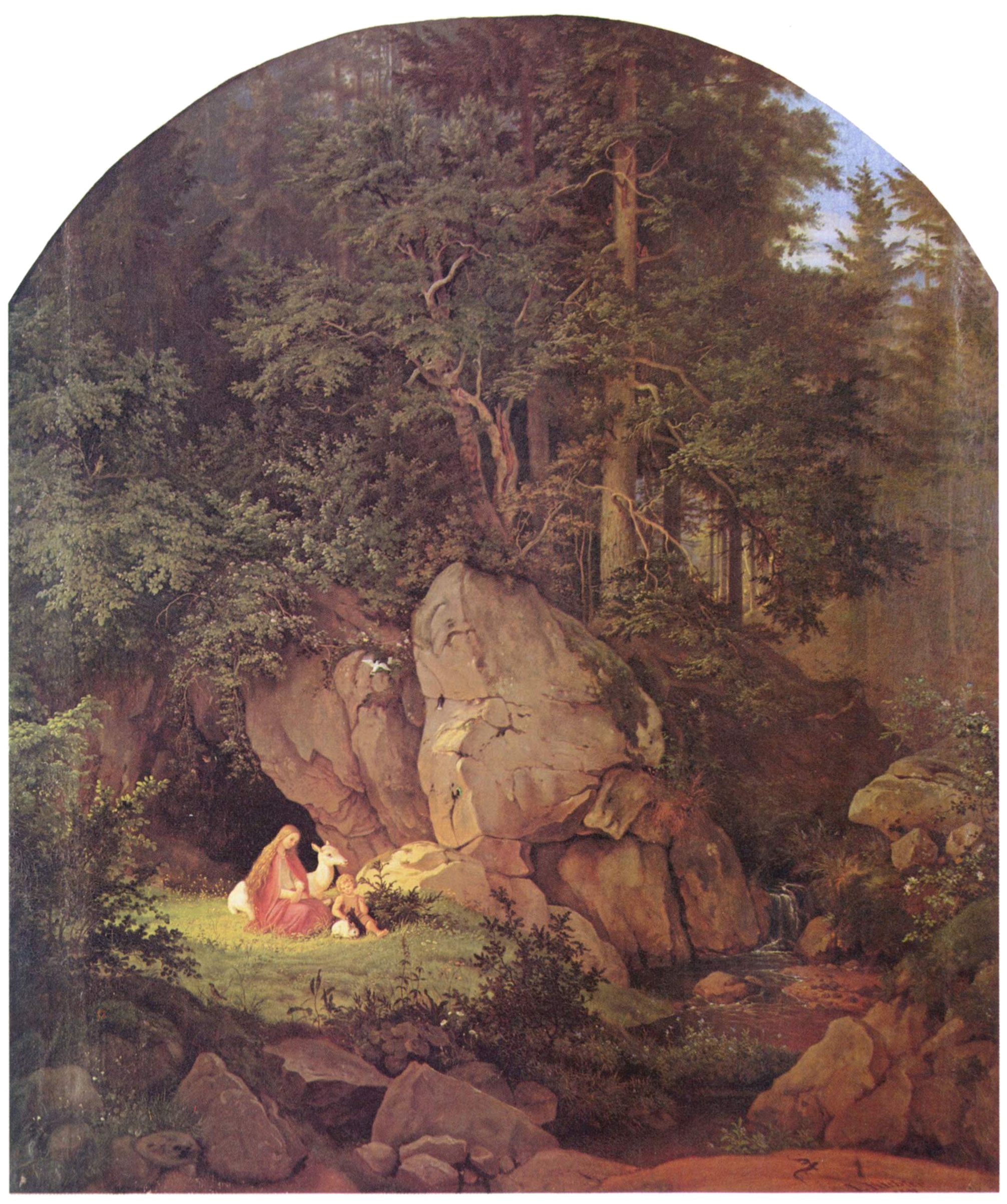
Geneviève dans la solitude de la forêt de Adrian Ludwig Richter - un refuge et un cerf magique

Dans le folklore et la fantasy, une forêt enchantée est une forêt sous influence d'un pouvoir magique ou qui abrite des enchantements. Dans les régions où les forêts sont communes, de telles forêts sont décrites dans les folklores les plus anciens et se manifestent au cours des siècles jusqu'aux œuvres fantastiques modernes. Ils représentent des lieux inconnus des personnages et peuvent donner lieu à des situations de transformation et de liminalité. La forêt peut constituer un lieu de danger menaçant, un refuge ou une opportunité d'aventure.

## Contes populaires
Partout où le milieu sauvage naturel est forestier, on trouve dans le folklore des occurrences de la forêt comme lieu de magie et de danger : par nécessité les gens voyagent au-delà de la forêt, où des choses étranges pourraient arriver, et où peut-être des personnes étranges pourraient vivre, le foyer de monstres, de sorcières et de fées. Les paysans qui voyageaient rarement, voire jamais, loin de leurs villages ne pouvaient pas affirmer avec certitude qu'il était impossible qu'un ogre puisse vivre à une heure de distance. C'est ainsi que dans les contes de fées, Hansel et Gretel rencontrent une sorcière cannibale dans la forêt ou que dans La Belle et la Bête, le père de Belle est perdu dans la forêt lorsqu'il trouve le château de la Bête.
Dans les contes des frères Grimm, le héros se rend ainsi systématiquement dans la forêt. Celle-ci n'est pas elle-même enchantée, mais est le lieu d'enchantements. En dehors de l'environnement humain usuel, elle agit comme un lieu de transformation. Les contes de fées allemands ont une tendance inhabituelle à se dérouler dans la forêt, ce qui est moins le cas dans d'autres régions, même dans des pays voisins comme la France ou l'Italie.
Dans le folklore, les forêts peuvent également être des lieux de refuge magique. Pour fuir sa belle-mère, Blanche-Neige trouve refuge auprès des sept nains et Geneviève de Brabant non seulement trouve un refuge contre la calomnie, mais une biche lui vient en aide comme par magie.
Dans d'autres cas, les merveilles rencontrées peuvent être bénéfiques. Dans la forêt, le héros d'un conte de fées peut croiser et avoir pitié d'animaux doués de langage qui lui sont venus en aide. C'est dans la forêt que le Nain Tracassin révèle son vrai nom et que l'héroïne de ce conte a le moyen de se libérer. À Schippeitaro (en), les chats révèlent leur peur du chien Schippeitaro lorsque le héros du conte passe la nuit dans la forêt.
Pour créer un effet de forêt enchantée, les créatures l'habitant n’ont pas besoin d’être magiques. Robin des Bois vit dans greenwood (ou bois vert) qui présente des points communs avec la forêt enchantée. Dans les contes de fées, même les voleurs peuvent jouer le rôle d’êtres magiques. Dans une variante italienne de Blanche-Neige, Bella Venezia (en), l'héroïne ne se réfugie pas chez des nains mais chez des voleurs.

## Mythologie
Pour les héros légendaires, les dangers présents dans la forêt folklorique sont une opportunité. Parmi les récits les plus anciens arrivés jusqu'à nous, l'épopée sumérienne de Gilgamesh raconte comment les héros Gilgamesh et Enkidu se sont rendus dans la forêt de cèdres pour en combattre les monstres et être les premiers à en abattre les arbres. Dans la légende nordique, Myrkviðr (ou forêt noire) était une forêt sombre et dangereuse qui séparait diverses terres, héros et même dieux devaient braver des difficultés pour la traverser.
Les Romains considéraient la forêt hercynienne, en Allemagne, comme un lieu enchanté. Bien que leurs travaux se concentrent essentiellement sur la géographie, Jules César mentionne que des licornes vivraient dans ce lieu et Pline l'Ancien, des oiseaux aux plumage brillant.

## Romance médiévale

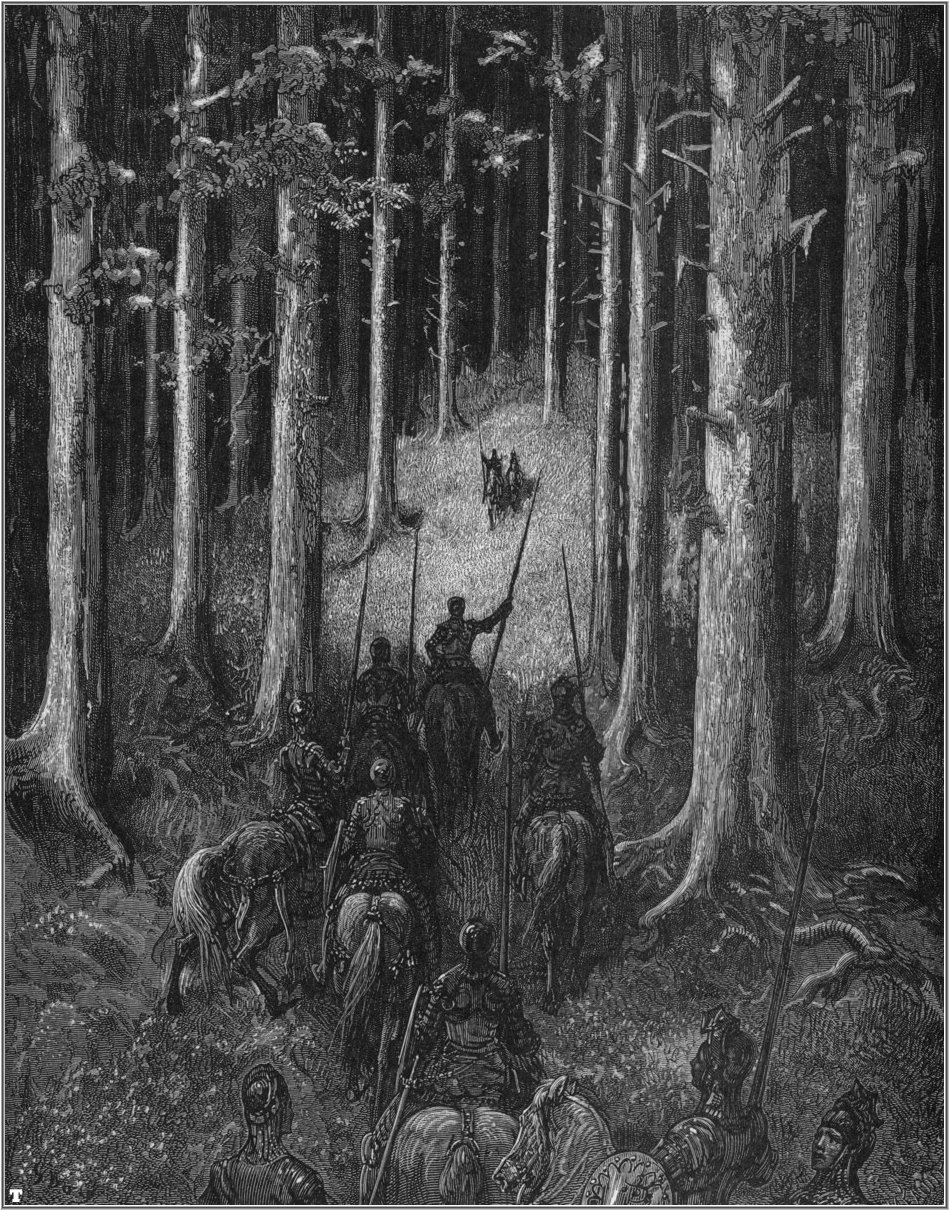
Illustration de Orlando furioso par Gustave Doré : dans la forêt un chevalier et ses hommes voient s'approcher un chevalier et une dame

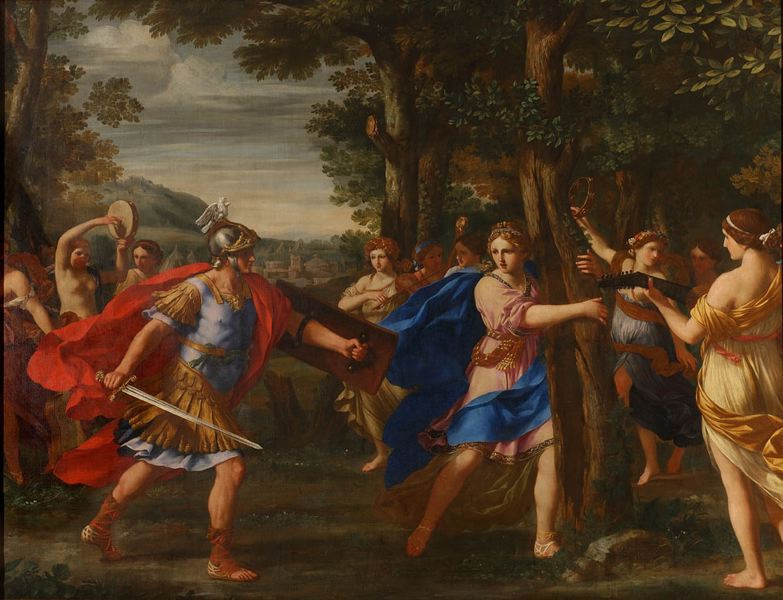
Giacinto Gimignani, Rinaldo et Armida se rencontrent dans la forêt enchantée de La Jérusalem délivrée

Les romans de chevalerie reprennent la figure de la forêt enchantée, le chevalier errant vagabonde dans la forêt sans autre but que la recherche de l'aventure. Comme dans les contes de fées, il pourrait bien tomber sur des merveilles auxquelles il ne se serait pas attendu près de chez lui. John Milton écrit dans Le Paradis retrouvé (Paradise Regained) que les chevaliers de Logres et de Lyones rencontrent dans la forêt des demoiselles féériques, qui pourraient non seulement être une aide magique, mais également des dames pour l'amour courtois. Huon de Bordeaux rencontre le roi des fées Obéron dans la forêt. Guillaume de Palerne s'y cache avec la princesse qu'il aime et trouve de l'aide auprès d'un loup garou. Dans Valentin et Orson, la reine est envoyée en exil et ainsi obligée de donner naissance dans les bois ; un des enfants, enlevé par un ours, devient un homme sauvage ; celui-ci aidera par la suite son frère Valentine, depuis longtemps perdu. Dans la variante Dolopathos du Chevalier au cygne, un seigneur rencontre une femme mystérieuse, une femme-cygne ou une fée, dans une forêt enchantée et l’épouse. Après avoir repoussé un soi-disant amant et s’être retrouvée accusée d’adultère par lui, Geneviève de Brabant s’enfuie dans la forêt.
Cette forêt pourrait facilement dérouter les chevaliers. Malgré de nombreuses mentions de son absence de chemin, à maintes reprises, la forêt confronte les chevaliers à des embranchements et des carrefours, formant un complexe labyrinthe. La signification de leurs rencontres est souvent expliquée aux chevaliers, en particulier à ceux en quête du Saint-Graal, – par des ermites agissant en vieux sages. Pourtant, malgré les périls encourus et les risques d’erreur, les chevaliers vont gagner leur mérite et trouver l'objet de leur quête dans ces forêts ; dans un roman une jeune fille exhorte Sir Lancelot dans sa quête du Saint Graal, « qui s'anime avec la vie et la verdure comme la forêt ». Dante Alighieri utilise cette image dans l’ouverture de Inferno histoire de la Divine Comédie, où il décrit son état comme allégoriquement en train de se perdre dans un bois sombre.

## Œuvres de la Renaissance
À la Renaissance, on trouve dans Orlando furioso et dans La Reine des fées des chevaliers errants qui voyageaient dans les bois. Dans la Jérusalem délivrée du Tasse (1581), pendant la majeure partie du poème, l'unique forêt près de Jérusalem abrite des enchantements qui empêchent les croisés de construire des engins de siège, jusqu'à ce qu'ils soient brisés par Rinaldo.
Pendant la période d'écriture de ces œuvres, les connaissances géographiques se sont améliorées et les terres boisées ont été transformées de manière importante en terres agricoles, ce qui a entraîné une diminution du nombre de forêts pouvant être considérées comme magiques. Dans Le Songe d'une nuit d'été, William Shakespeare évoque une forêt enchantée par la présence d'Obéron et de Titania, roi et reine des fées. Comme beaucoup de forêts dans les œuvres de Shakespeare, elle devient un lieu de métamorphose et de résolution. D'autres de ses pièces, telles que Comme il vous plaira, se déroulent dans une forêt, sans enchantement, mais qui ressemble beaucoup aux forêts du folklore.

## Habitants et caractéristiques connus
La forêt enchantée abrite souvent : des dragons, des nains, des elfes, des fées, des géants, des gnomes, des gobelins, des diablotins, des ogres, des trolls, des licornes et d'autres créatures mythiques.
On peut y trouver des arbres qui parlent ou qui possèdent des branches qui peuvent démonter une personne de son cheval, des buissons épineux qui s'ouvrent pour laisser passer une personne mais peuvent aussi se fermer pour emprisonner cette personne, ainsi que d'autres plantes qui bougent, ou qui se changent en animal la nuit et ainsi de suite.
Certaines histoires présentent des magiciens et des sorcières vivant dans les profondeurs de la forêt, ou des génies et des dryades, comme dans le ballet, La Forêt enchantée, de Lev Ivanov et Marius Petipa (1903).

## Fantasy moderne
La figure de la forêt enchantée s'est naturellement intégrée à la fantasy moderne, et ce depuis ses premières heures.

### Littérature
Dans Phantastes de George MacDonald, le héros se retrouve dans un bois aussi sombre et enchevêtré que celui de Dante, una selva obscura qui bloque la lumière du soleil et est totalement immobile, sans bête ni chant d'oiseaux. La forêt plus attrayante mais non moins enchantée de La Clef d'or borde Fairyland et entraîne le héros à trouver la clé du titre au bout de l'arc-en-ciel.
Dans Le Magicien d'Oz, Lyman Frank Baum dépeint les parties sauvages et dangereuses du pays d'Oz comme étant boisées, et habitées d'arbres animés au traits humains, caractéristique que l'on retrouve souvent dans la littérature pour enfants.
J. R. R. Tolkien utilise les forêts pour représenter l'enchantement et la vétusté du monde : la forêt noire, la forêt de Fangorn et la Vieille Forêt. Il utilise également le folklore sur les arbres, par exemple pour le Vieil Homme-Saule, le saule étant décrit dans les légendes comme un arbre pouvant se déraciner et traquer les voyageurs. Ses elfes sont fortement associés aux forêts, en particulier à la forêt noire et à Lothlórien. On peut également citer, Tom Bombadil qui est un esprit de la Vieille Forêt, la terre boisée autour de la Comté et les ents qui agissent à mesure que la forêt prend vie.
Dans la continuité du travail de J. R. R. Tolkien, la forêt enchantée est souvent un lieu magique dans la fantasy moderne. Elle reste un lieu inconnu des personnages, dissimulant d’étranges dangers.
La forêt enchantée est particulièrement proche du folklore dans la fantasy féerique (en), genre qui se consacre à la réécriture ou l'invention de contes, avec des œuvres telles que The White Deer et The 13 Clocks de James Thurber.
Dans les livres de la série de low fantasy  Harry Potter, la forêt voisine de Poudlard est dite interdite en raison de sa nature magique. Elle perpétue la tradition de la forêt comme lieu abritant des créatures sauvages et toute sorte de dangers, puisqu'en son sein vivent des licornes, des centaures et des Acromantulas (une race d'araignées géantes).
Dans Jonathan Strange et Mr Norrell de Suzanna Clarke, Newcastle, capitale du roi Corbeau située dans le nord de l'Angleterre, est entourée de quatre bois magiques. Ces forêts auraient été enchantées par le roi Corbeau lui-même pour défendre sa ville. Elles peuvent se déplacer et éventuellement dévorer ceux qui s'approchent de la ville dans le but de lui nuire. Clarke donne vie à la notion de lieux magiques, en contrastant le récit historique par les représentations réalistes de forêts magiques, où les arbres eux-mêmes peuvent être considérés comme des amis ou des ennemis et forment des alliances avec des magiciens.

### Films d'animation
Dans Mon voisin Totoro, la forêt où vivent les Totoros est un lieu idyllique dans lequel aucun danger ne menace les héroïnes du film.

### Jeux vidéos
Il existe quelques variantes de forêts enchantées dans la série Spyro. Le monde des artisans dans Spyro the Dragon, ainsi que la forêt d'été et les plaines d'automne dans Spyro 2: Ripto's Rage! sont toutes des formes différentes de forêts magiques faisant office d'environnement naturel.
Par opposition, dans la série Touhou Project de ZUN, la Forêt de la Magie est un endroit extrêmement dangereux.
Dans la série The Legend of Zelda, les Bois Perdus servent de décors récurrent. C'est une grande forêt primaire peuplée de fées, qui induit les voyageurs en erreur en les faisant tourner en rond. Pour sortir de la forêt, le joueur doit choisir le bon chemin sinon il va se perdre et être renvoyé à l'entrée de la forêt.

### Séries télévisées
Dans la série Once Upon a Time, la forêt enchantée, située dans le Pays des Contes, constitue le cadre principal des six premières saisons. Elle est souvent montrée aux téléspectateurs dans les flashbacks vécus par les personnages. Ceux-ci vivaient dans le Pays des Contes avant la malédiction jetée par la méchante reine et ses partisans, qui les a amenés à vivre dans un monde sans magie, le monde moderne.
Dans My Little Pony : Les amies, c'est magique, la forêt d'Everfree (ou Forêt Désenchantée dans la première saison) est décrite comme une forêt enchantée adjacente à Poneyville. La forêt est en grande partie inhabitable, occupée par des créatures légendaires dangereuses, et est considérée par les poneys comme la région la plus hostile à l'intérieur des frontières d'Equestria.

## Voir également
- Forêts mythiques
- Bois sacré
- Bois des Contes